# Округ Најагара (Њујорк)
Округ Најагара (енгл. Niagara County) је округ у америчкој савезној држави Њујорк. По попису из 2010. године број становника је 216.469.

## Демографија
Према попису становништва из 2010. у округу је живело 216.469 становника, што је 3.377 (1,5%) становника мање него 2000. године.
| Група             | 2000.           | 2010.           |
| Белци             | 197.757 (90,0%) | 188.907 (87,3%) |
| Афроамериканци    | 13.520 (6,1%)   | 14.851 (6,9%)   |
| Азијати           | 1.267 (0,6%)    | 1.823 (0,8%)    |
| Хиспаноамериканци | 2.913 (1,3%)    | 4.694 (2,2%)    |
| Укупно            | 219.846         | 216.469         |